# Santo Niño
För andra betydelser, se Santo Niño (olika betydelser).
Santo Niño (Bayan ng Santo Niño) är en kommun i Filippinerna. Kommunen ligger på ön Luzon, och tillhör provinsen Cagayan. Folkmängden uppgår till 22 752 invånare.

## Barangayer
Santo Niño är indelat i 31 barangayer.
| - Abariongan Ruar - Abariongan Uneg - Balagan - Balanni - Cabayo - Calapangan - Calassitan - Campo - Centro Norte (Pob.) - Centro Sur (Pob.) - Dungao | - Lattac - Lipatan - Lubo - Mabitbitnong - Mapitac - Masical - Matalao - Nag-uma(Nagbayugan) - Namuccayan - Niug Norte | - Niug Sur - Palusao - San Manuel - San Roque - Santa Felicitas - Santa Maria - Sidiran - Tabang - Tamucco - Virginia |